# Turistický deník
Turistický deník (tzv. Wander Book) je zápisník určený turistům pro sbírání a shromažďování turistických vizitek. Turistické vizitky jsou obdobným suvenýrem jako jsou turistických známky ve formě dřevěných plaket.
Klasický turistický deník je uspořádaný pro umístění minimálně 100 turistických vizitek ve formě nálepek základního formátu i pro vlastní záznamy. Nálepky vizitek rozšířeného formátu mohou být vylepeny i na dvě pozice, proto tato část obsahuje několik stránek navíc.
Projekt Wander Book byl založen v Liberci v roce 2008 orientačním běžcem a fotografem Rudolfem Ropkem.
Stejnojmenná firma pak v roce 2018.

## Turistické vizitky

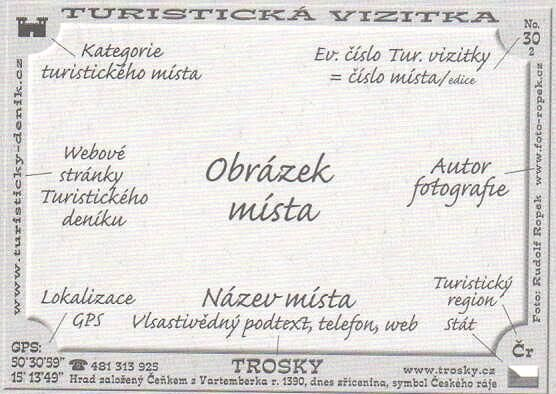
Formát turistické vizitky

Turistické vizitky (tzv. Wander Card) mají jako suvenýr k dostání různá turistická místa v Česku, Francii, Slovensku, Polsku, Německu, Rakousku, Maďarsku, Norsku, Chorvatsku, Itálii, Vatikánu, Velké Británii a Řecku. Jedná se například o hrady, zámky, města, nádraží, muzea, přírodní či technické památky, zajímavá místa s gastronomií či kulturou, výroční známky apod.  

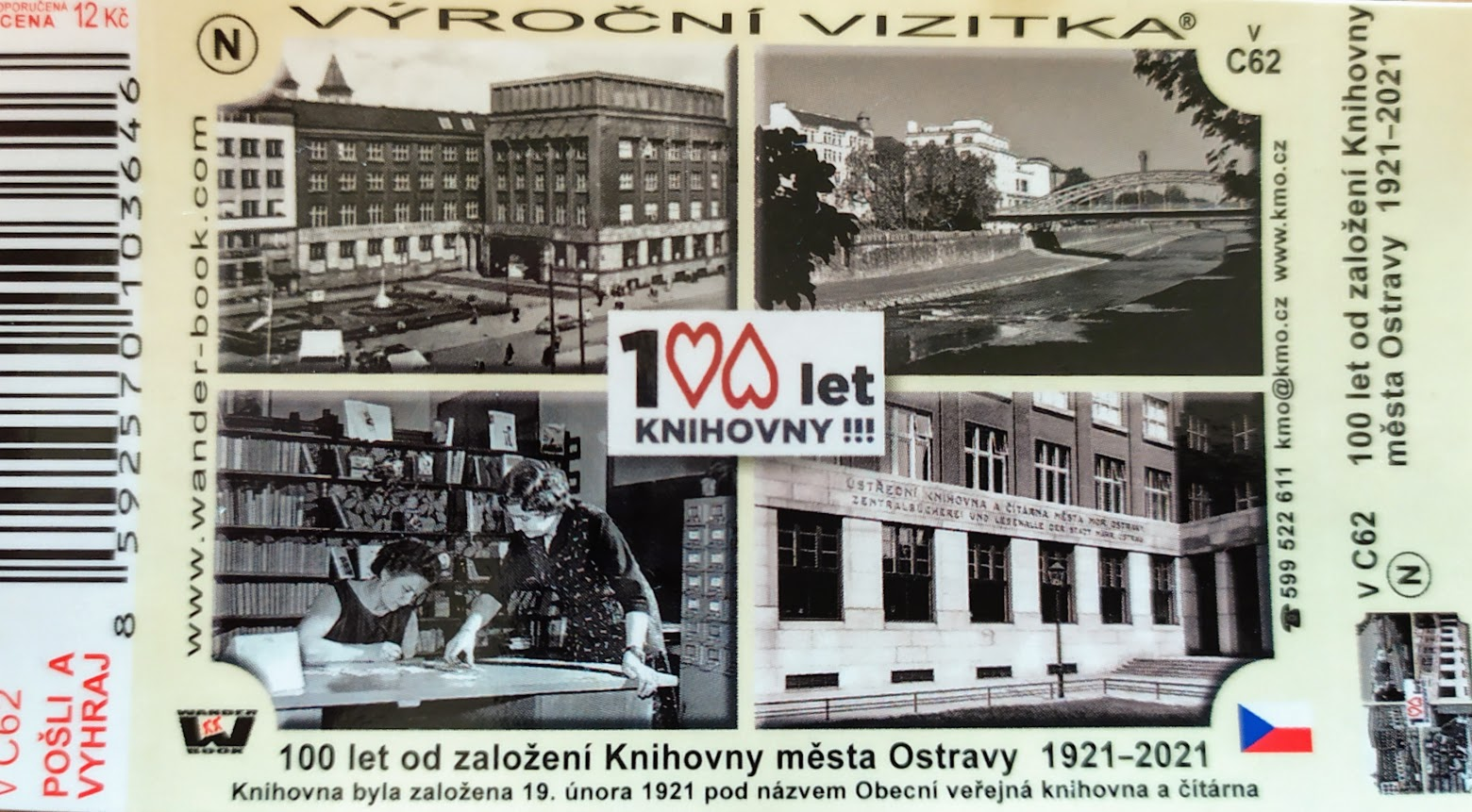
Konkrétní výroční vizitka